# KNVB WorldCoaches
KNVB WorldCoaches is een internationaal maatschappelijk programma van de Koninklijke Nederlandse Voetbalbond (KNVB) om kwetsbare kinderen in minder bedeelde landen met behulp van voetbal te ontwikkelen op vitaal, persoonlijk en sociaal gebied.
De KNVB richtte het coachingsprogramma in 2009 op en is ermee actief in met name het Caribisch gebied, Zuid-Amerika en Afrika, en in een paar uitzonderlijke gevallen in Europa. In 2022 werd WorldCoaches mede uitgenodigd om het vrouwenvoetbal in Suriname te ontwikkelen. In Tripoli in Libanon werden kinderen uit vijandige gebieden op het voetbalveld samengebracht en zochten ze elkaar daarna steeds weer op om met elkaar te gaan voetballen.
In de periode tussen 2009 en 2022 zijn meer dan 12 duizend coaches opgeleid die rond een half miljoen kinderen wekelijks begeleiden. De training van de coaches gebeurt vanuit de KNVB, soms door de inzet van bekende voetballers als ambassadeur, zoals Anouk Hoogendijk, Pierre van Hooijdonk. en Ruud Gullit. Opgeleide coaches hebben zich soms ontwikkeld tot gerespecteerde personen in hun samenleving.
Het programma wordt gefinancierd door de KNVB, met daarbij sponsorgelden (zowel lokaal als uit Nederland) en subsidies van de Nederlandse overheid, met name het ministerie van Buitenlandse Zaken. Ook wordt er samengewerkt met bestaande programma's, zoals waterprojecten van de Nederlandse overheid in ontwikkelingslanden waar voetbal wordt ingezet om op het gebied van hygiëne gedragsverandering op gang te brengen.